# België op het Europees kampioenschap voetbal 1984
België was een van de deelnemende landen op het Europees kampioenschap voetbal 1984 in Frankrijk. Het was de derde deelname voor het land. Guy Thys nam als bondscoach voor de tweede keer deel aan het EK. België, dat vier jaar eerder de finale had verloren, overleefde de groepsfase niet.

## Kwalificatie
België begon op 6 oktober 1982 in groep 1 aan de kwalificatie voor het Europees kampioenschap. De Belgen kwamen in eigen land tegen Zwitserland al na een minuut voor via een eigen doelpunt van verdediger Heinz Lüdi. Net na de rust diepte Ludo Coeck de score. Goaltjesdief Erwin Vandenbergh zorgde in het slot voor de 3-0 eindzege.
België nam het op de tweede speeldag op tegen co-leider Schotland. Kenny Dalglish, de ongrijpbare aanvaller van Liverpool FC, trapte de Schotten twee keer op voorsprong, Vandenbergh kon tussendoor milderen. Maar de Rode Duivels sleepten alsnog een overwinning uit de brand. François Van der Elst, die aan de laatste jaren van zijn interlandcarrière bezig was, scoorde nog twee keer en bezorgde België een 3-2-overwinning.
De Rode Duivels haalden 3 op 3, want na Zwitserland en Schotland won het team van Guy Thys ook van Oost-Duitsland. In Leipzig werd het 1-2 na doelpunten van opnieuw Van der Elst en Vandenbergh. Nadien wonnen de Duivels in eigen huis met dezelfde cijfers van de Oost-Duitsers. Ditmaal zorgden Jan Ceulemans en Ludo Coeck voor de goals.
Vervolgens vertrok België naar Schotland. De Duivels hadden genoeg aan een gelijkspel om groepswinnaar te worden. Frank Vercauteren zette zijn land op rozen door al na enkele minuten te scoren. De Schotten ging op zoek naar een gelijkmaker, maar die viel pas in de 75e minuut. De Belgen hielden stand en plaatsten zich voor het EK. In de laatste wedstrijd tegen Zwitserland kregen de Belgen hun eerste nederlaag aangesmeerd. Het werd 3-1. Vandenbergh scoorde zijn vierde goal in de kwalificatie en sloot zo samen met Joachim Streich de campagne af als topschutter.

### Kwalificatieduels
| 6 oktober 1982   | België                         | 3 – 0 | Zwitserland                    |
| 15 december 1982 | België                         | 3 – 2 | Schotland                      |
| 30 maart 1983    | Duitse Democratische Republiek | 1 – 2 | België                         |
| 27 april 1983    | België                         | 2 – 1 | Duitse Democratische Republiek |
| 12 oktober 1983  | Schotland                      | 1 – 1 | België                         |
| 9 november 1983  | Zwitserland                    | 3 – 1 | België                         |

### Eindstand
|   | Land                           | Wed | W | G | V | DV | DT | DS | Pnt |
| - | ------------------------------ | --- | - | - | - | -- | -- | -- | --- |
| 1 | België                         | 6   | 4 | 1 | 1 | 12 | 8  | +4 | 9   |
| 2 | Zwitserland                    | 6   | 2 | 2 | 2 | 7  | 9  | -2 | 6   |
| 3 | Duitse Democratische Republiek | 6   | 2 | 1 | 3 | 7  | 7  | 0  | 5   |
| 4 | Schotland                      | 6   | 1 | 2 | 3 | 8  | 10 | -2 | 4   |

## Het Europees kampioenschap
De voorbereiding op het Europees kampioenschap werd grondig verstoord door het uitbarsten van de Bellemansaffaire. Het omkoopschandaal trof alle spelers van Standard Luik en Waterschei SV Thor en bijgevolg ook de nationale ploeg. Onder meer Eric Gerets, Gerard Plessers en Walter Meeuws vielen uit de ploeg, hetgeen de komst van heel wat Rode Duivels met amper of geen ervaring inleidde.
België belandde in groep A met gastland Frankrijk, Joegoslavië en Denemarken. De Duivels wonnen hun eerste duel, tegen Joegoslavië, overtuigend met 2-0. De 18-jarige Enzo Scifo kreeg de voorkeur op Ludo Coeck en dirigeerde het team naar de zege. Erwin Vandenbergh opende de score, later kopte Georges Grün een hoekschop van Scifo binnen.
In de tweede wedstrijd ontmoette België het gastland. Een ontketende Michel Platini leidde Frankrijk naar een 5-0 zege. De Franse aanvoerder scoorde zelf drie keer en werd de ster van het toernooi. Ondanks de zware nederlaag kon België zich nog plaatsen voor de halve finale, maar dan moest het wel voorbij Denemarken. Bij de Scandinaviërs voetbalden heel wat spelers met een Belgische achtergrond. RSC Anderlecht was de werkgever van Frank Arnesen, Kenneth Brylle en aanvoerder Morten Olsen, AA Gent die van Søren Busk en KSC Lokeren had de Deense spits Preben Larsen in zijn rangen lopen. Verder beschikte Denemarken ook over de talentvolle Michael Laudrup.
De Denen wonnen met 3-2. Larsen lokte een strafschop uit en scoorde later ook het beslissende doelpunt. Ook Arnesen en Brylle pikten een doelpunt mee. Bij de Belgen kwamen de doelpunten van Ceulemans en Vercauteren.

### Technische staf
| Naam            | Functie           |
| --------------- | ----------------- |
| Technische staf |                   |
| Guy Thys        | Bondscoach        |
| Julien Labeau   | Assistent-trainer |

### Selectie
| Nr. | Naam               | GW |   |   |   |   | Club               | Positie(s) |
| --- | ------------------ | -- | - | - | - | - | ------------------ | ---------- |
| 1   | Jean-Marie Pfaff   | 3  | 0 | 0 | 0 | 0 | Bayern München     | GK         |
| 2   | Georges Grün       | 3  | 1 | 0 | 0 | 0 | RSC Anderlecht     | RB, CB     |
| 3   | Paul Lambrichts    | 2  | 0 | 0 | 1 | 0 | KSK Beveren        | CB         |
| 4   | Lei Clijsters      | 2  | 0 | 0 | 0 | 1 | Waterschei SV Thor | CB         |
| 5   | Michel De Wolf     | 3  | 0 | 0 | 0 | 0 | AA Gent            | LB, CB     |
| 6   | Frank Vercauteren  | 3  | 1 | 0 | 0 | 1 | RSC Anderlecht     | LM         |
| 7   | René Vandereycken  | 3  | 0 | 0 | 0 | 0 | RSC Anderlecht     | DM         |
| 8   | Nico Claesen       | 3  | 0 | 0 | 0 | 1 | RFC Sérésien       | CF         |
| 9   | Erwin Vandenbergh  | 3  | 1 | 0 | 0 | 1 | RSC Anderlecht     | CF         |
| 10  | Ludo Coeck         | 2  | 0 | 0 | 2 | 0 | Internazionale     | CM, DM     |
| 11  | Jan Ceulemans      | 3  | 1 | 0 | 0 | 0 | Club Brugge        | AM         |
| 12  | Jacky Munaron      | 0  | 0 | 0 | 0 | 0 | RSC Anderlecht     | GK         |
| 13  | Marc Baecke        | 0  | 0 | 0 | 0 | 0 | KSK Beveren        | LB         |
| 14  | Walter De Greef    | 3  | 0 | 0 | 0 | 0 | RSC Anderlecht     | CB         |
| 15  | René Verheyen      | 1  | 0 | 0 | 1 | 0 | Club Brugge        | CM         |
| 16  | Enzo Scifo         | 3  | 0 | 0 | 0 | 1 | RSC Anderlecht     | RM, AM     |
| 17  | Eddy Voordeckers   | 1  | 0 | 0 | 1 | 0 | Waterschei SV Thor | CF         |
| 18  | Alex Czerniatynski | 0  | 0 | 0 | 0 | 0 | RSC Anderlecht     | CF         |
| 19  | Raymond Mommens    | 0  | 0 | 0 | 0 | 0 | KSC Lokeren        | LM, CM     |
| 20  | Wim De Coninck     | 0  | 0 | 0 | 0 | 0 | KSV Waregem        | GK         |

### Wedstrijden

#### Poulefase
|                          |                            |       |             |                                                                                           |
| 13 juni 1984 20:30 UTC+2 | België                     | 2 – 0 | Joegoslavië | Stade Félix Bollaert, Lens Toeschouwers: 41.525 Scheidsrechter: Erik Fredriksson (Zweden) |
| 13 juni 1984 20:30 UTC+2 | Vandenbergh 28' Grün 45+1' |       |             | Stade Félix Bollaert, Lens Toeschouwers: 41.525 Scheidsrechter: Erik Fredriksson (Zweden) |

| België | Joegoslavië |

| België:    |    |                   |     |
|            |    |                   |     |
| GK         | 1  | Jean-Marie Pfaff  |     |
| RB         | 2  | Georges Grün      |     |
| CB         | 4  | Lei Clijsters     | 34' |
| CB         | 14 | Walter De Greef   |     |
| LB         | 5  | Michel De Wolf    |     |
| RM         | 16 | Enzo Scifo        |     |
| DM         | 7  | René Vandereycken |     |
| AM         | 11 | Jan Ceulemans     |     |
| LM         | 6  | Frank Vercauteren |     |
| CF         | 8  | Nico Claesen      |     |
| CF         | 9  | Erwin Vandenbergh |     |
| Invallers: |    |                   |     |
| DF         | 3  | Paul Lambrichts   | 34' |
| Coach:     |    |                   |     |
| Guy Thys   |    |                   |     |

| Joegoslavië:      |    |                    |     |
|                   |    |                    |     |
| GK                | 1  | Zoran Simović      |     |
| RB                | 2  | Nenad Stojković    |     |
| CB                | 5  | Velimir Zajec      |     |
| LB                | 13 | Faruk Hadžibegić   |     |
| DM                | 4  | Srečko Katanec     |     |
| RM                | 8  | Ivan Gudelj        |     |
| CM                | 9  | Safet Sušić        |     |
| CM                | 10 | Mehmed Baždarević  | 60' |
| LM                | 7  | Miloš Šestić       |     |
| CF                | 19 | Sulejman Halilović |     |
| CF                | 11 | Zlatko Vujović     | 79' |
| Invallers:        |    |                    |     |
| MF                | 16 | Dragan Stojković   | 60' |
| DF                | 20 | Zvezdan Cvetković  | 79' |
| Coach:            |    |                    |     |
| Todor Veselinović |    |                    |     |

|                          |                                                  |       |        |                                                                                                 |
| 16 juni 1984 17:15 UTC+2 | Frankrijk                                        | 5 – 0 | België | Stade de la Beaujoire, Nantes Toeschouwers: 51.359 Scheidsrechter: Robert Valentine (Schotland) |
| 16 juni 1984 17:15 UTC+2 | Platini 4', 74' (pen.) Giresse 33' Fernández 43' |       |        | Stade de la Beaujoire, Nantes Toeschouwers: 51.359 Scheidsrechter: Robert Valentine (Schotland) |

| Frankrijk | België |

| Frankrijk:     |    |                        |     |
|                |    |                        |     |
| GK             | 1  | Joël Bats              |     |
| RB             | 4  | Maxime Bossis          |     |
| CB             | 6  | Luis Fernández         |     |
| CB             | 5  | Patrick Battiston      |     |
| LB             | 3  | Jean-François Domergue |     |
| DM             | 14 | Jean Tigana            |     |
| CM             | 12 | Alain Giresse          |     |
| CM             | 9  | Bernard Genghini       | 79' |
| AM             | 10 | Michel Platini         |     |
| CF             | 17 | Bernard Lacombe        | 65' |
| CF             | 13 | Didier Six             |     |
| Invallers:     |    |                        |     |
| FW             | 16 | Dominique Rocheteau    | 65' |
| MF             | 18 | Thierry Tusseau        | 79' |
| Coach:         |    |                        |     |
| Michel Hidalgo |    |                        |     |

| België:    |    |                   |     |
|            |    |                   |     |
| GK         | 1  | Jean-Marie Pfaff  |     |
| RB         | 2  | Georges Grün      |     |
| CB         | 3  | Paul Lambrichts   |     |
| CB         | 14 | Walter De Greef   |     |
| LB         | 5  | Michel De Wolf    |     |
| RM         | 16 | Enzo Scifo        | 51' |
| DM         | 7  | René Vandereycken |     |
| AM         | 11 | Jan Ceulemans     |     |
| LM         | 6  | Frank Vercauteren |     |
| CF         | 8  | Nico Claesen      |     |
| CF         | 9  | Erwin Vandenbergh | 46' |
| Invallers: |    |                   |     |
| MF         | 10 | Ludo Coeck        | 46' |
| MF         | 15 | René Verheyen     | 51' |
| Coach:     |    |                   |     |
| Guy Thys   |    |                   |     |

|                          |                                          |       |                               |                                                                                          |
| 19 juni 1984 20:30 UTC+2 | Denemarken                               | 3 – 2 | België                        | La Meinau, Straatsburg Toeschouwers: 36.911 Scheidsrechter: Adolf Prokop, Oost-Duitsland |
| 19 juni 1984 20:30 UTC+2 | Arnesen 41' (pen.) Brylle 60' Larsen 84' |       | 26' Ceulemans 39' Vercauteren | La Meinau, Straatsburg Toeschouwers: 36.911 Scheidsrechter: Adolf Prokop, Oost-Duitsland |

| Denemarken | België |

| Denemarken:  |    |                     |     |
|              |    |                     |     |
| GK           | 20 | Ole Qvist           |     |
| RB           | 5  | Ivan Nielsen        |     |
| CB           | 3  | Søren Busk          |     |
| CB           | 4  | Morten Olsen        |     |
| LB           | 2  | Ole Rasmussen       | 58' |
| RM           | 11 | Klaus Berggreen     |     |
| DM           | 7  | Jens Jørn Bertelsen |     |
| AM           | 15 | Frank Arnesen       | 78' |
| LM           | 6  | Søren Lerby         |     |
| CF           | 14 | Michael Laudrup     |     |
| CF           | 10 | Preben Larsen       |     |
| Invallers:   |    |                     |     |
| FW           | 12 | Kenneth Brylle      | 58' |
| DF           | 13 | John Sivebæk        | 78' |
| Coach:       |    |                     |     |
| Sepp Piontek |    |                     |     |

| België:    |    |                   |     |
|            |    |                   |     |
| GK         | 1  | Jean-Marie Pfaff  |     |
| RB         | 2  | Georges Grün      |     |
| CB         | 4  | Lei Clijsters     |     |
| CB         | 14 | Walter De Greef   |     |
| LB         | 5  | Michel De Wolf    |     |
| RM         | 16 | Enzo Scifo        |     |
| DM         | 7  | René Vandereycken |     |
| AM         | 11 | Jan Ceulemans     |     |
| LM         | 6  | Frank Vercauteren | 62' |
| CF         | 8  | Nico Claesen      | 46' |
| CF         | 9  | Erwin Vandenbergh |     |
| Invallers: |    |                   |     |
| MF         | 10 | Ludo Coeck        | 46' |
| FW         | 17 | Eddy Voordeckers  | 62' |
| Coach:     |    |                   |     |
| Guy Thys   |    |                   |     |

KBVB · A-internationals · Selecties · Statistieken · Bondscoaches · Belgisch vrouwenelftal · Olympisch elftal · België U21 · België U20 · België U19 · België U18 · België U17 · België U16 · Vrouwen U19 · Vrouwen U17
Albanië ·
Algerije ·
Andorra ·
Argentinië ·
Armenië ·
Australië ·
Azerbeidzjan ·
Bosnië en Herzegovina · 
Brazilië ·
Bulgarije ·
Burkina Faso ·
Canada ·
Chili ·
Colombia ·
Costa Rica ·
Cyprus ·
DDR ·
Denemarken ·
Duitsland ·
Egypte ·
El Salvador ·
Engeland ·
Estland ·
Faeröer ·
Finland ·
Frankrijk ·
Gabon ·
Gibraltar ·
Griekenland ·
Hongarije ·
Ierland ·
IJsland ·
Irak ·
Israël ·
Italië ·
Ivoorkust ·
Japan ·
Joegoslavië ·
Kazachstan ·
Kroatië · 
Letland ·
Litouwen ·
Luxemburg ·
Malta ·
Marokko ·
Mexico ·
Montenegro · 
Nederland ·
Noord-Ierland ·
Noord-Macedonië ·
Noorwegen ·
Oekraïne ·
Oostenrijk ·
Panama · 
Paraguay ·
Peru ·
Polen ·
Portugal ·
Qatar ·
Roemenië ·
Rusland ·
San Marino ·
Saoedi-Arabië ·
Schotland ·
Servië ·
Servië en Montenegro ·
Slovenië ·
Slowakije ·
Sovjet-Unie ·
Spanje ·
Tsjechië ·
Tsjecho-Slowakije ·
Tunesië · 
Turkije · 
Uruguay · 
Verenigde Staten · 
Wales · 
Wit-Rusland ·
Zambia · 
Zuid-Korea · 
Zweden · 
Zwitserland
Algerije (2014) ·
Argentinië (2014) · 
Brazilië (2018) · 
Canada (2022) · 
Denemarken (2021) · 
Engeland (2018, 1) · 
Engeland (2018, 2) · 
Finland (2021) · 
Frankrijk (1904) ·
Frankrijk (2018) · 
Ierland (2016) · 
Italië (2016) · 
Italië (2021) · 
Japan (2018) · 
Kroatië (2022) · 
Marokko (2022) · 
Nederland (1985) · 
Panama (2018) ·
Polen (1982) · 
Portugal (2021) · 
Rusland (2014) · 
Rusland (2021) · 
Sovjet-Unie (1982) · 
Tunesië (2018) · 
Verenigde Staten (2014) ·
West-Duitsland (1980) · 
Zuid-Korea (2014)